# Macchi M.C.202
El Macchi M.C.202 Folgore (‘relámpago’ en italiano) fue un caza de la Segunda Guerra Mundial, construido por Macchi Aeronáutica y operado por la Regia Aeronautica (RA, Real Fuerza Aérea italiana). El M.C.202 fue desarrollado a partir de anterior Macchi M.C.200 Saetta, siendo propulsado por una versión italiana construida bajo licencia del motor alemán Daimler-Benz DB 601A.
Considerado uno de los cazas más hermosos que haya volado con las Fuerzas Aéreas del Eje, el Folgore fue también muy efectivo en combate aéreo. El prominente As australiano Clive Caldwell, diría que el Folgore podía ser superior al Messerschmitt Bf 109, a pesar de que este último estaba mejor armado, el M.C.202 estaba ligeramente armado para los estándares de la época, con solo dos ametralladoras de 12,7 mm y dos de 7,70 mm.
Los aviones de Macchi diseñados por Mario Castoldi recibían una “C” como letra de designación, por eso el Folgore fue designado MC.202.

## Desarrollo
La decisión de las autoridades militares italianas de adoptar motores radiales, hizo que la industria aeronáutica italiana fracasara en sus intentos de desarrollar motores más poderosos basados en la arquitectura de motores en línea, refrigerados por líquido, en la segunda mitad de la década de 1930. Esto obligó a la Macchi a confiar en el técnicamente anticuado motor radial Fiat A.74 para equipar su caza M.C.200. Para 1941, el M.C.200, armado con dos ametralladoras de 12,7 mm y con una velocidad máxima de 504 km/h, estaba obsoleto.
En julio de 1939, la RA hizo un pedido a la Reggiane para que construyera un prototipo del Re.2000 equipado con el motor alemán Daimler-Benz DB 601, que desarrollaba 1.175 cv. Para ese momento el motor en línea italiano más poderoso solo desarrollaba 660 cv, era el Isotta-Fraschini Asso XI RC.40, diseñado en 1936.
Consecuentemente, en noviembre de 1941, Alfa Romeo adquirió la licencia para producir el DB 601A.
Mientras tanto, a la espera de que comenzara la producción en Alfa Romeo, Aeronáutica Macchi importó un motor DB 601A, y su jefe de diseño, Mario Castoldi empezó a trabajar en la adaptación del Macchi M.C.200 al nuevo motor. El M.C.202 resultante hizo su primer vuelo el 10 de agosto de 1940, dos meses después de que Italia entrara en la Segunda Guerra Mundial. Para contrarrestar el par motor producido, Castoldi extendió el ala izquierda 2 dm.

## Diseño

Perfil del prototipo (MM445) del M.C.202 Folgore.

Castoldi, en cuyo haber se incluye el haber trabajado en los aparatos que participaron en el Trofeo Schneider, le siguió a Celestino Rosatelli como en diseñador principal de la Regia Aeronautica. Su nuevo diseño era robusto y pequeño, utilizando disposiciones estructurales convencionales, pero complejas, basadas en su experiencia con diseños en madera, y prestando al mismo tiempo una gran atención a la aerodinámica (Castoldi fue el diseñador del hidroavión Macchi M.C.72, el avión más rápido del mundo en esa época).
La estructura de las alas y el fuselaje fueron de un diseño convencional en metal, teniendo un plano vertical y dos planos de profundidad de cola, así como un ala de diseño relativamente convencional con dos mástiles y 23 costillas. Todas las superficies de control, incluyendo un par de hipersustentadores, estaban recubiertas de tela. El tren de aterrizaje era estándar, con dos ruedas retráctiles bajo las alas, y una no retráctil en la cola.
La complejidad de la estructura no resultó ventajosa a la hora de la producción masiva, dando como resultado una cadencia de producción muy limitada comparada con la del Bf 109, que necesitando unas 4500-6000 horas-hombre, mientras que el Macchi necesitaba unas 22000 horas-hombre o más.
El peso en vacío del nuevo C.202 (2350 kg aproximadamente) se fue incrementando gradualmente durante la producción y, debido al grosor del metal utilizado, resultaba comparativamente pesado para su motor, aunque este avión aún estaba considerado como de peso ligero comparado con otros diseños contemporáneos. La masa del Macchi era 300 kg mayor que la del Me 109E alemán, consecuentemente, la relación peso potencia del primero era considerablemente más baja que la del segundo, así como su carga alar resultaba mayor. De todas formas, estas deficiencias relativas eran compensadas por su aerodinámica refinada y sus controles de vuelo bien balanceados, con lo que la agilidad y velocidad máxima no resultaron comprometidos.
Debido a su pequeña capacidad de carga, solo fue armado con dos ametralladoras Breda-SAFAT cal. 12,7 mm, como lo fue el Fiat C.R.32 "Chirri", un caza biplano diseñado en 1933 y propulsado por un motor de 600 cv. El diseño de la ametralladora Breda era más pesado que el de la Browning M2, modelo en el que se basó. Pero la Breda-SAFAT disparaba  la munición cal. 12,7 x 81 SR “Vickers”, no la cal. 12,7 x 99, por lo que la energía resultante del proyectil era de 10000 julios, contra los 16000 julios de la Browning.
Su cadencia era de unos 1080 disparos/minuto. La munición de alto poder explosivo (high explosive, HE) resultaba efectiva contra estructuras ligeras y, al menos, letal contra los aviones pesados típicos de la década de 1940. Los 0,8 g de PETN contenidos eran la décima parte de la capacidad de un proyectil de 20 mm, por lo que no resultaba muy efectivo. Los diseñadores británicos prefirieron usar el explosivo de alto poder en proyectiles de 20 mm o más, mientras los estadounidenses se inclinaron hacia la munición antiblindaje incendiaria (Armour-Piercing-Incendiary, API) con una carga de elementos químicos incendiarios instalados en las cargas de alto poder explosivo.
Al principio, todo el armamento estaba instalado en el morro, sobre de motor y a los lados del mismo. La reserva de munición era de un máximo de 800 rondas. Un par adicional de ametralladoras Breda-SAFAT de 7,70 mm fueron añadidas en las alas, en la Serie VII, pero éstas y sus cintas de 1000 cartuchos  aumentaron en 100 kg el peso del avión. Consecuentemente, frecuentemente fueron desmontadas por los pilotos para ahorrar peso y porque eran relativamente inefectivas contra la mayoría de las aeronaves enemigas en 1942. Un mecanismo sincronizador aseguraba que las armas dispararan entre las aspas de la hélice, a costa de perder un 25% de su cadencia de disparo.
La masa y el volumen fueron concentrados en el fuselaje anterior, que albergaba el armamento principal y el motor Alfa Romeo R.A. 1000 RC41I o el RC44I “Monsone” (Daimler-Benz DB601Aa / A-1 producido bajo licencia). Situado detrás del motor y bajo las cajas de munición para las ametralladoras de 12,7 mm se encontraba el tanque de combustible de 270 L.
La cabina no estaba presurizada. El resto del fuselaje albergaba la radio, el tanque de oxígeno y los mecanismos de control de vuelo, y el tanque de combustible de reserva de 80 l, que sumado a los tanques de 40 litros en cada ala y al principal sumaban un total de 430 l de combustible.

## Variantes
Como su predecesor, el M.C.200, el M.C.202 sólo vio unas pocas modificaciones durante su vida. Empezando con la Serie VI, el caza tuvo nuevas alas, preparadas para recibir las 2 ametralladoras Breda-SAFAT de 7,70 mm. Y un avión (número de serie MM 91974) fue equipado con un par de cañones automáticos de 20 mm montados en góndolas.
M.C.202AS
Con filtros de arena para operaciones en África del Norte (AS - Africa Settentrionale, África del Norte)
M.C.202CB
Con pilones subalares para bombas o tanques de combustible (CB - Caccia Bombardiere, Cazabombardero)
M.C.202R
Equipado con cámaras para fotorreconocimiento (R - Ricognizione, Reconocimiento)
M.C.202D (Número de serie MM 7768)
Prototipo con un radiador modificado.
M.C.202EC
Equipado con dos cañones MG 151/20 en contenedores bajo las alas (250 proyectiles por cañón) y dos ametralladoras Breda-SAFAT de 12,7 mm en el morro.
M.C.202 con motor DB 605.
Después de la guerra, 41 M.C.202 fueron dotados con motores Daimler-Benz DB 605 fabricados bajo licencia y vendidos a Egipto como MC.205 Veltro.

## Operadores
| Alemania nazi - Luftwaffe - II/JG 77 operó 12 unidades capturadas. Croacia - Zrakoplovstvo Nezavisne Države Hrvatske Egipto - Real Fuerza Aérea Egipcia (Macchi M.C.202 con Daimler-Benz DB 605) | Italia - Regia Aeronautica - Aviazione Cobelligerante Italiana Italia - Aeronautica Nazionale Repubblicana |

## Historia operacional

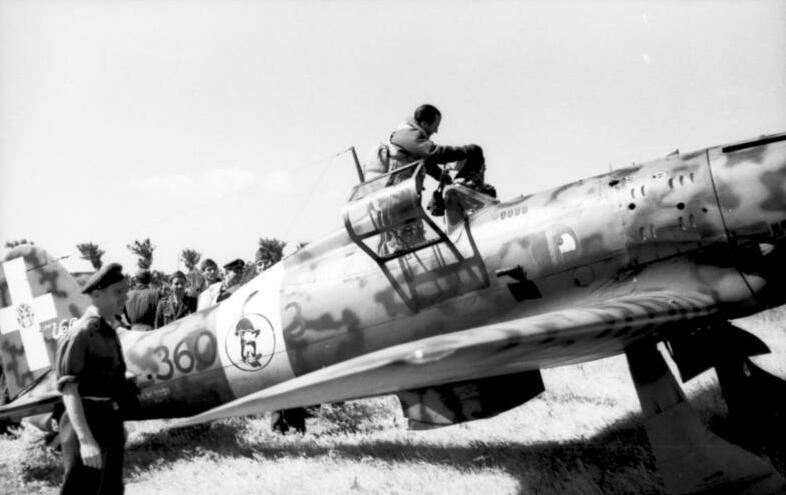
Folgore de la Aviazione Cobelligerante Italiana en 1943.

El Folgore fue puesto en producción utilizando motores DB 601Aa importados, mientras Alfa Romeo arreglaba la producción de la versión bajo licencia designado R.A.1000 R.C.41 Monsone. Por los retrasos iniciales en la producción la planta motriz, Macchi resolvió completar algunos fuselajes de M.C.202 como M.C.200 con el motor radial Fiat. De todas maneras, para finales de 1942, el Folgore era el caza más numeroso en la Regia Aeronautica.
Las entregas de las primeras aeronaves de producción, M.C.202 Serie I, a una unidad especialmente formada, la 1º Stormo C.T., en Udine comenzaron en el verano de 1941 y para noviembre los M.C.202 hicieron su aparición en el frente libio. Adicionalmente fueron empleados por el 21º Gruppo a partir de septiembre de 1942 hasta mayo del año siguiente en el Frente del Este, con los M.C.200 entre 1941 y 1943, y juntos obtuvieron una marca de victoria/derrotas de 88/15. Después del armisticio italiano, el 8 de septiembre de 1943, fueron usados como entrenadores por la República Social Italiana (Repubblica Sociale Italiana, o RSI). Después de la guerra, dos unidades sirvieron como entrenadores en la Escuela de Vuelo de Lecce hasta 1947.
El M.C.202 heredó de su predecesor la resistencia al desgaste y la rápida respuesta de sus controles de vuelo. La aerodinámica ofrecida por el motor en línea permitía desarrollar grandes velocidades a grandes alturas, suficiente para que los pilotos se encontraran con el entonces desconocido fenómeno de la compresibilidad. Aunque podía enfrentarse de manera efectiva contra los Hawker Hurricane, P-38 Lightning, P-39 Airacobra, P-40 e incluso contra el Supermarine Spitfire a bajas alturas, la eficacia en combate del avión estaba supeditada a su débil armamento.

### Combate

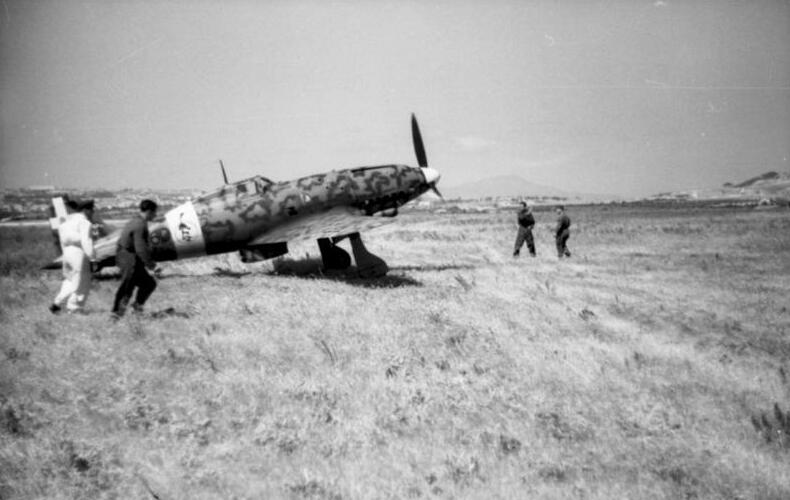
Folgore de la Aviazione Cobelligerante Italiana en 1943.

Los Macchi equiparon las principales alas de caza (Stormo): 1, 4 y 51. Aunque desplegado a mediados de 1941, el M.C.202 no vio acción hasta más tarde ese otoño, cuando muchos Macchi lucharon contra los Hurricane británicos sobre Malta.
En la tarde del 30 de septiembre de 1941, tres M.C.202 del 4° Stormo interceptaron una de las frecuentes incursiones de Hurricane, sobre el aeródromo de Comiso en Sicilia. El teniente Lintern fue derribado por el sottotenente (subteniente) Frigerio y se lanzó en paracaídas al norte de Gozo. Una misión de búsqueda y rescate fue lanzada desde Malta con un cazabombardero Fairey Fulmar y cinco Hurricane, pero Lintern nunca fue encontrado. Para peor, los Macchi volvieron a atacar y el Teniente Luigi Tessari, junto con el sargento Raffaello Novelli derribaron al Fulmar. La tripulación se las arregló para hacer un aterrizaje forzoso en el mar y fueron rescatados por hidroaviones.
El 26 de noviembre de 1941, durante la Operación Crusader, 19 Folgore del 9.º Gruppo, 4.º Stormo fueron enviados a África, en respuesta a la ofensiva británica. Liderados por los capitanes Larsimont (97.ª Squadriglia) y Viglione Borghese (96.ª), 10 de estos aviones italianos volaron a 5.000 m y derrotaron una fuerza de Hurricane MK II de los escuadrones 229 y 238. Los británicos hicieron blanco en los M.C.202 de ambos capitanes, pero estos lograron regresar a su base en Martuba. Tres aeronaves británicas fueron derribadas y otra se estrelló durante el aterrizaje. Un piloto murió y los otros dos consiguieron regresar a su base en Tobruk, uno de ellos conduciendo un tanque italiano que encontró en el desierto. Los italianos reclamaron ocho victorias y los ingleses dos (que concordaban con los cazas italianos perdidos). El Mariscal Bastico envió felicitaciones a los pilotos de los Macchi.
Durante 1942, los M.C.202 y Me 109 combatieron a las Fuerzas Aliadas en los cielos del norte de África. Al tiempo de la ofensiva de Rommel en Tobruk, la 5.ª "Squadra aérea" (cuerpo aéreo) basado en África del norte, tenía tres alas de Macchi: la 1ª tenía 47 M.C.202 (40 operativos), la 2ª tenía 63 M.C.200 (52) mientras la 4ª tenía 57(47). Estos, aparejados con los 32 bombarderos CANT Z.1007, fue una de las más poderosas fuerzas de caza desplegadas por Italia en la guerra y comprometió casi un décimo de la producción total del Folgore.
Mientras tanto, algunos M.C.202 fueron enviados al Frente del Este, a la Unión Soviética, para reemplazar a los obsoletos M.C.200. Muchos asaltaron Malta, obteniendo una ventaja inicial (junto a los Me 109) sobre los Hurricane con base allí. En la primavera de 1942, el portaaviones USS Wasp llevó los primeros Spitfire a Malta, con lo que la superioridad aérea, hasta ahora del Eje, comenzó a inclinarse al lado de los Aliados. También estuvieron envueltos en la Operación Harpoon, combatiendo contra los Sea Hurricane. Para el final del año, el creciente poderío de los Aliados era irresistible, y luego de la derrota sobre Malta y en El-Alamein, la última unidad operacional del Eje perdió la superioridad aérea sobre el Mediterráneo.
Siguieron volando durante la retirada a Túnez, y luego, en la defensa de Sicilia, Cerdeña e Italia, frente a una fuerza siempre mayor. Los Macchi de los grupos, basados en el aeródromo de Korba, experimentaron mucha acción. Forzados a concentrar 40 M.C.202 (del 7º y 16º, 54° Stormo) en un aeródromo de Túnez, el 8 de mayo de 1943, prácticamente todos fueron derruidos en tierra por los Spitfire. Una fotografía del momento mostraba una docena (1% de la producción total para 1940-41) en un aeródromo abandonado, severamente dañados o canibalizados para proveer de repuestos a los que aun podían volar. Debido a que no había aviones de transporte disponibles, los aviones sobrevivientes que despegaron al día siguiente llevaban dos hombres en la cabina, el piloto y un mecánico. Solo unos pocos (cinco del 7º y seis del 16°) fueron reparados para el 10 de mayo y escaparon a Italia. Al menos uno, piloteado por el teniente Lombardo, fue destruido y los dos hombres dentro sufrieron heridas durante el aterrizaje forzoso en una playa cercana a Reggio Calabria.
El resto peleó en la defensa de Sicilia, Cerdeña y Nápoles. Los resultados fueron pobres, y los Bf 109, Macchi M.C.205 y Fiat G.55 reemplazaron a los M.C.202 lo más pronto posible. Muchos también sirvieron con la Aviazione Cobelligerante Italiana y algunos fueron transformados en M.C.205. Otros sirvieron como entrenadores en la Aeronáutica Nazionale Repubblicana, Fuerza Aérea de la República Social Italiana y en la Luftwaffe. Suiza ordenó este avión, pero ninguno fue entregado. De todas formas 18 fueron entregados a la Legión de la Fuerza Aérea Croata (Hrvatska Zrakoplovna Legija), unidad de la Fuerza Aérea del Estado Independiente de Croacia (Zrakoplovstvo Nezavisne Države Hrvatske), para usarse contra la RAF y la USAAF sobre Croacia a mediados de 1944.
A consecuencia del bombardeo de las industrias Macchi (1944), la carrera de combate del M.C.202 y el M.C.205 estaba casi terminada. Después de la guerra, a pesar de todo, algunos aparatos sobrevivientes, junto con algunos M.C.205 y M.C.202 transformados, fueron entregados a Egipto. Un total de 45 M.C.205 fueron enviados, pero los 31 convertidos a partir los M.C.202 estaban armados con dos ametralladoras Breda-SAFAT. Algunos de estos volaron en contra de Israel y estuvieron en servicio hasta 1951.
El M.C.202 fue fabricado en varias series por las fábricas Macchi en Varese-Schiranna y Lonate Pozzolo, y por las plantas de las firmas Società Italiana Ernesto Breda y S.A.I.-Ambrosini en Sesto San Giovanni y Passignano, produciéndose aproximadamente 1500 cazas de este tipo entre los años 1941-43.

## Supervivientes
Macchi M.CC.202 "73-7/MM9667 (número de serie 366)"
Preservado en el Museo de la Fuerza Aérea Italiana, en el aeropuerto de Vigna di Valle
Macchi M.C.202
Exhibido con las marcas identificatorias de la 90.ª Squadriglia, 10º Gruppo, 4º Stormo, en una disposición dramática en la Galería 205, parte del diorama de la Aviación de la Segunda Guerra Mundial en el Museo Nacional del Aire y el Espacio del Instituto Smithsoniano, Washington D. C.

## Especificaciones (C.202CB Serie IV-VIII)
Referencia datos: Cattaneo 1971 y Green and Swanborough 2001

### Características generales
- Tripulación: 1
- Longitud: 8,85 m
- Envergadura: 10,58 m
- Altura: 3,49 m
- Superficie alar: 16,82 m²
- Peso vacío: 2491 kg
- Peso máximo al despegue: 2930 kg
- Planta motriz: 1× V-12 invertido refrigerado por líquido Alfa Romeo R.A.1000 R.C.41-I/R.C.44-I.
  - Potencia: 864 kW (1191 HP; 1175 CV)
- Hélices: 1× tripala Piaggio A.P.V.V. por motor.

### Rendimiento
- Velocidad nunca excedida (Vne): 600 km/h a 5600 m
- Alcance: 765 km
- Techo de vuelo: 11 500 m (37 730 pies)
- Régimen de ascenso: 18,1 m/s (3563 pies/min)
- Carga alar: 174,20 kg/m² (35,68 lb/ft²)
- Potencia/peso: 0,21 hp/lb

### Armamento
- Ametralladoras: 

  - 2x Breda-SAFAT de 12,7 mm en el morro, con cinta de 360/400 cartuchos
  - 2x Breda-SAFAT cal. 7,70 mm en las alas, con cinta de 500 cartuchos
- Bombas: 

  - 2 de 50, 100, o 160 kg
- Otros: 

  - 2 depósitos de combustible lanzables de 100 l

### Desarrollos relacionados
- Macchi M.C.200 Saetta
- Macchi M.C.205 Veltro

### Aeronaves similares
- Hawker Hurricane
- Curtiss P-40
- Kawasaki Ki-61
- Lavochkin-Gorbunov-Goudkov LaGG-3
- Messerschmitt Bf 109
- Mikoyan-Gurevich MiG-1
- Supermarine Spitfire

### Listas relacionadas
- Anexo:Cazas de la Segunda Guerra Mundial